# Certhilauda brevirostris
Certhilauda brevirostris (лат.) — вид воробьиных птиц из семейства жаворонковых (Alaudidae). Подвидов не выделяют. Эндемик Западно-Капской провинции (ЮАР). Ранее рассматривался как подвид кривоклювого африканского жаворонка, как Certhilauda curvirostris brevirostris, пока ему не был присвоен статус вида. В 2017 году Handbook of the Birds of the World вновь объединил этот вид с кривоклювым африканским жаворонком. Тем не менее, Международный союз орнитологов считает его валидным видом.

## Описание
C. brevirostris достигает длины от 18 до 21 см и весит от 35 до 48 г.  Длина длинного изогнутого клюва составляет 2—2,2 см. Самцы в среднем крупнее самок и имеют немного более длинный клюв. Половой диморфизм в окраске оперения не выражен. Верхняя часть тела от серовато-коричневого до охристого цвета с более тёмными штрихами. Нижняя сторона тела бледного кремово-белого цвета. Грудь и бока с тёмными прожилками. Под и над глазами проходят беловатые полосы.

## Распространение и места обитания
C. brevirostris является эндемиком Западно-Капской провинции. Площадь ареала не превышает 15 000 км². Встречается от мыса Игольный до города Мосселбай. Большую часть ареала занимают поля и пастбища, а также прибрежный финбош и кустарниковые заросли Кару.
Питается беспозвоночными и семенами. Как и большинство жаворонков, размещает гнездо на земле. Размножается в сентябре — октябре, птенцы покидают гнездо в октябре — ноябре.